# Keith Kellogg
Joseph Keith Kellogg Jr. (Dayton, 12 maggio 1944) è un diplomatico ed ex militare statunitense.
Dal 15 marzo 2025 Inviato speciale del Presidente degli Stati Uniti d'America per l'Ucraina.

## Biografia
Keith Kellogg è nato a Dayton, in Ohio, da Helen Costello e Joseph Keith Kellogg.
Nel 1961 si è diplomato alla Long Beach Polytechnic High School, in California.
Kellogg si è arruolato nell'esercito tramite il Reserve Officers Training Corps (ROTC) presso la Santa Clara University come ufficiale di fanteria, dove si è laureato in Scienze politiche. Durante il suo servizio, Kellogg ha conseguito un Master in affari internazionali presso l'Università del Kansas.
Successivamente Kellogg si è laureato in Studi strategici presso l'United States Army War College a Carlisle, in Pennsylvania.
Durante la guerra del Vietnam ha prestato servizio nella 101st Airborne Division e, dopo avere ottenuto la qualifica di ufficiale delle United States Army Special Forces, come consigliere delle forze speciali delle forze armate cambogiane.
Negli anni del Vietnam Kellogg è stato premiato con la Silver Star, la Bronze Star Medal con dispositivo "V" e l'Air Medal con dispositivo "V".
Nel 1985 l'allora tenente colonnello Kellogg ha comandato il 1º Battaglione del 504º Infantry Regiment, che è stato la prima unità di fanteria leggera a ruotare nel centro di addestramento Fort Irwin, situato nel deserto del Mojave. Kellogg in seguito ha comandato la 3ª Brigata della 7ª Infantry Division nell'Operazione Just Cause (1989).
Durante la Guerra del Golfo (1990-1991) Kellogg ha prestato servizio nell'82nd Airborne Division, prima come capo di gabinetto e poi come assistente del comandante.
Dal 1992 al luglio 1994 ha prestato servizio come comandante dello Special Operations Command Europe (SOCEUR) e poi il comando dell'82nd Airborne Division nel 1996.
Il giorno degli attentati dell'11 settembre 2001 Kellogg era tenente generale che prestava servizio nel "Joint Staff" J6 (direttore di comando, controllo, comunicazioni e computer) presso il Pentagono di Washington.
Ha terminato il servizio attivo per l'esercito statunitense nel 2003.

### Settore privato
Dopo la cessazione della sua attività miliare, Kellogg ha fatto parte di Oracle Corporation come consulente della divisione per la sicurezza interna, ma da dicembre 2003 al 2004 è stato direttore delle operazioni dell'Autorità Provvisoria della Coalizione (Coalition Provisional Authority, CPA), il governo provvisorio dell'Iraq.
Durante quel periodo Kellogg, con la reputazione di "facilitatore" noto per tagliare la burocrazia, veniva incaricato di garantire velocità e disciplina durante il processo di ricostruzione in Iraq.
Terminato l'incarico per l'Autorità Provvisoria della Coalizione, Kellogg è stato insignito della Medal for Distinguished Public Service del Dipartimento della Difesa.
Dal gennaio 2005 ha collaborato con CACI International Inc. e successivamente con Cubic Corporation, società militari private.
Dal 2021 al 2025 è stato presidente del Center for American Security presso l'America First Policy Institute (AFPI).

### Incarichi pubblici
Nel marzo 2016, per la campagna presidenziale di Donald Trump, Kellogg è stato nominato consigliere di politica estera.
Nel novembre 2016 Trump ha nominato Kellogg a capo della squadra di transizione presidenziale per la difesa.
Il 15 dicembre 2016 il presidente eletto Trump ha segnalato l'intenzione di nominare Kellogg capo dello staff e segretario esecutivo del Consiglio per la sicurezza nazionale degli Stati Uniti d'America.
Il 13 febbraio 2017, in seguito alle dimissioni di Michael T. Flynn, Kellogg è stato nominato Consigliere per la sicurezza nazionale ad interim finché Trump ha nominato un sostituto permanente, scegliendo infine il tenente generale H. R. McMaster.
Nell'aprile 2018 il vicepresidente Mike Pence ha scelto Kellogg come suo Consigliere per la sicurezza nazionale, con l'approvazione del presidente Trump.
Nel periodo dell'Ucrainagate, con la richiesta di impeachment e la successiva assoluzione del presidente Trump, Kellogg ha affermato di non aver «sentito nulla di sbagliato o di improprio» nella telefonata di Trump con il presidente ucraino Zelens'kyj.
Kellogg era con Trump alla Casa Bianca quando c'è stato l'assalto al Campidoglio il 6 gennaio 2021 e ha approvato la decisione di Pence di non lasciare il Campidoglio. Mentre il Secret Service stava tentando di portare il vicepresidente in un posto più sicuro, Pence ha insistito per restare. Kellogg avrebbe detto all'allora vice Capo di gabinetto della Casa Bianca Anthony Ornato, ex Secret Service, perché Pence non avrebbe abbandonato il Campidoglio. Kellogg ha chiarito che Pence sarebbe rimasto anche tutta la notte, se fosse stato necessario. Kellogg ha testimoniato sotto giuramento alla Commissione speciale del Congresso degli Stati Uniti sull'attacco del 6 gennaio, nel dicembre 2021, che lo staff del presidente ha incoraggiato Trump a intervenire immediatamente per sedare i disordini, ma che lo stesso ha rifiutato.
Nel giugno 2024 Kellogg e Frederick H. Fleitz, vice presidente del Center for American Security presso l'America First Policy Institute (AFPI), hanno presentato a Donald Trump, candidato alla presidenza degli Stati Uniti, un piano di pace dettagliato per porre fine alla guerra della Russia in Ucraina.
Il piano proponeva un cessate il fuoco sulle attuali linee del fronte, costringendo sia la Russia che l'Ucraina a colloqui di pace, e continuare gli aiuti militari all'Ucraina se questa avesse accettato il cessate il fuoco e i colloqui di pace. Se la Russia non avrebbe accettato il cessate il fuoco e i colloqui di pace, gli Stati Uniti avrebbero aumentato le forniture di armi all'Ucraina. L'Ucraina non dovrebbe formalmente cedere i territori occupati e annessi alla Russia ma avrebbe rimandato i suoi piani per l'adesione alla NATO per un periodo di tempo più lungo e i territori attualmente sotto occupazione russa rimarrebbero di fatto sotto il controllo della Russia. Kellogg e Fleitz hanno affermato che la loro preoccupazione principale è che la guerra si sia trasformata in una guerra di logoramento che potrebbe spazzare via un'intera generazione di giovani uomini in entrambi i paesi.

### Seconda presidenza Trump
Nel novembre 2024 il presidente eletto Donald Trump ha scelto Kellogg come suo inviato speciale per l'Ucraina e la Russia.
La nomina di Kellogg è stata proposta dai falchi del Partito Repubblicano per il suo sostegno all'Ucraina.
Politico ha riferito che diverse delle sue azioni gli hanno fatto perdere la fiducia della Casa Bianca nel febbraio 2025. Persone vicine a Donald Trump lo hanno criticato per aver assunto come consigliere l'ex portavoce del Dipartimento di Stato Heather Nauert, considerata troppo favorevole all'Ucraina. Keith Kellogg è stato escluso da un incontro con il ministro degli esteri russo Sergej Lavrov in Arabia Saudita il 18 febbraio 2025. La Casa Bianca lo ha anche criticato per non essersi opposto alle critiche dei leader ucraini all'amministrazione Trump durante un incontro con Volodymyr Zelens'kyj a Kiev nello stesso periodo. La Casa Bianca ha ordinato a Kellogg di annullare una conferenza stampa programmata dopo l'incontro.
Dal 15 marzo 2025 il suo ruolo è stato limitato a quello di inviato speciale per l'Ucraina dopo le lamentele dei funzionari russi, mentre i colloqui diretti con la Russia sono stati affidati a Steve Witkoff.
Nel giugno 2025 ha incontrato il presidente della Bielorussia Aljaksandr Lukašėnka ottenendo il rilascio di diversi prigionieri politici tra cui Sjarhej Cichanoŭskij.